# Slovaquie morave

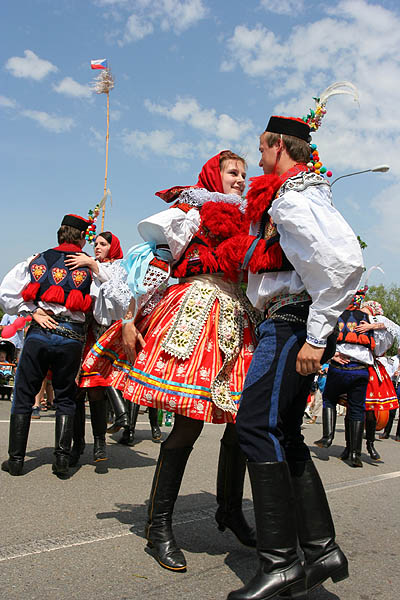
Hommes et femmes en costume traditionnel lors du festival Jízda Králů (Chevauchée des Rois) qui a lieu chaque année à Vlčnov, près de Uherské Hradiště.

La Slovaquie morave (tchèque : Slovácko) est une région culturelle située dans la partie sud-est de la République tchèque, en Moravie, à la frontière de la Slovaquie et de l'Autriche, connue pour son folklore, sa musique, son vin, ses costumes et traditions. La région fait partie des deux régions administratives de Zlín et Moravie-du-Sud.
La ville la plus importante est Uherské Hradiště, elle est située sur la Morava. Les autres centres importants sont Uherský Brod, Břeclav, Hodonín, Strážnice et Kyjov. Au IXe siècle, cette région était au centre de l'empire de Grande-Moravie.
Les natifs parlent des dialectes moraves issus du tchèque, et de dialectes spécifiques influencés par les voisins slovaques, d'où le nom de « Slovaquie morave ». En raison de ces liens linguistiques et culturels étroits avec le Slovaquie, de nombreux ethnographes ont considéré, jusqu'au XXe siècle, que politiquement ce peuple appartenait à la Moravie et à la Couronne de Bohême, mais ethnographiquement et culturellement à un groupe ethnique slovaque. Historiquement, il y avait également un nombre significatif de locuteurs allemands qui ont également beaucoup influencé ces dialectes.

## Slovácko verbuňk
Le Slovácko verbuňk ("Danse des recrues") est une danse improvisée par les hommes des régions de Moravie du Sud et de Zlín. Le nom de la danse vient du mot allemand Werbung qui signifie « recrutement » et qui témoigne de ses origines liées au recrutement de soldats pour l’armée au dix-huitième siècle.
Le Slovácko verbuňk est dansé sur une musique particulière appelée les "Nouveaux chants hongrois" et comprend généralement trois parties. Il débute par un chant suivi de mouvements lents auxquels succèdent des danses plus rapides. Il n’obéit pas à une chorégraphie précise, laissant place à la spontanéité, à l’improvisation et à l’expression individuelle, notamment des concours de sauts. Il est habituellement exécuté par un groupe d’hommes où chaque danseur interprète la musique à sa façon. Il en existe six types régionaux, ce qui explique la grande variété des figures et des rythmes. Ces types évoluent et continuent à se développer. Composante essentielle des coutumes, cérémonies et célébrations locales, la danse est exécutée lors du concours annuel du meilleur danseur organisé dans le cadre du Festival international du folklore de Strážnice.

## Personnalités

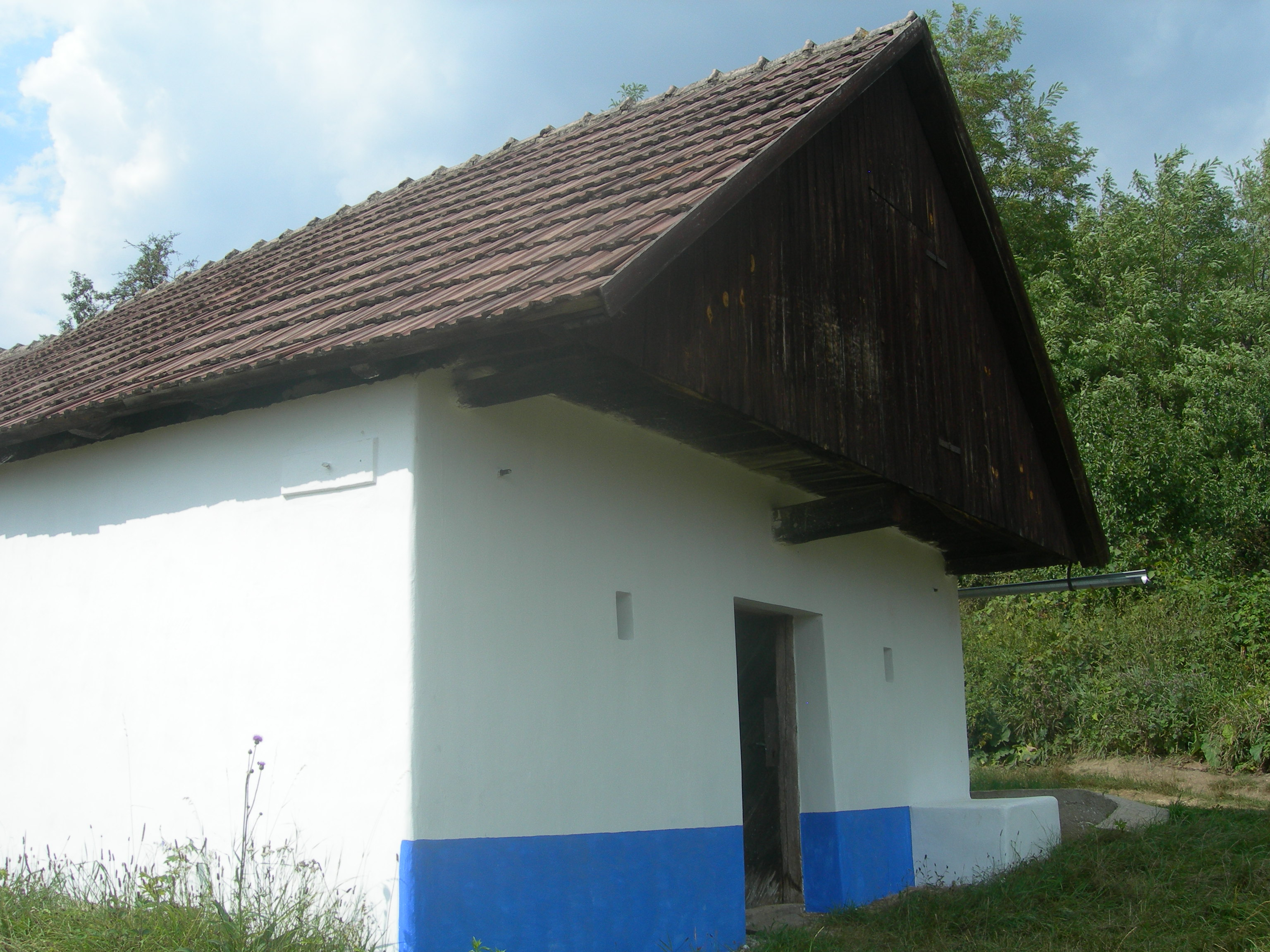
Petite cave à vin „Búda“ à Uherský Brod-Havřice

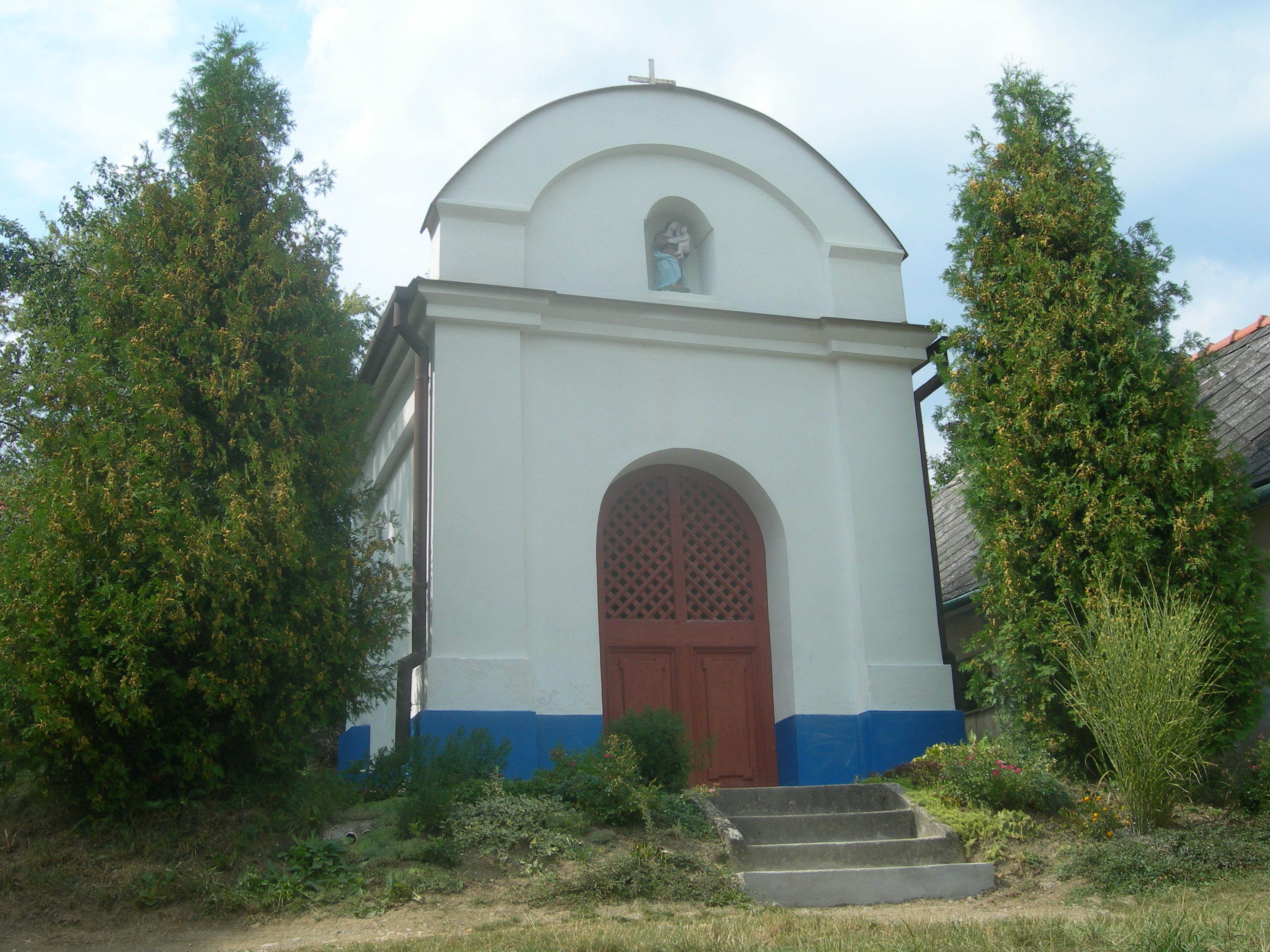
Chapelle à Uherský Brod-Havřice, lieu-dit „Vinohrady“

- Thomas G. Masaryk – philosophe, président de la Tchécoslovaquie
- Jan Černý – Président de la Moravie, Premier Ministre de la Tchécoslovaquie
- John Amos Comenius – philosophe, père de la pédagogie moderne, évêque des Frères tchèques
- František Peřina – pilote tchécoslovaque, combat au sein de l’Armée de l'air avant de rejoindre les rangs de la Royal Air Force.
- François Ier, Prince de Liechtenstein – prince régnant du Liechtenstein (1929-1938)
- Jean II, Prince de Liechtenstein – deuxième plus long règne européen après celui du roi de France Louis XIV (1858-1929, soit 70 ans et 91 jours)

## Galerie photos

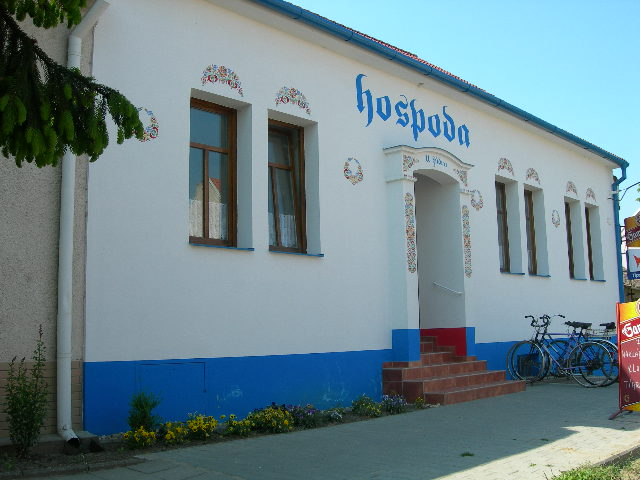
Auberge traditionnelle "U Žúdra", à Svatobořice-Mistřín
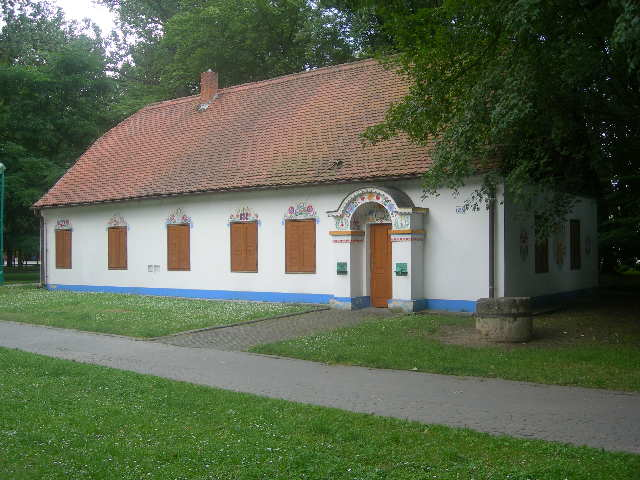
Maison traditionnelle à Uherské Hradiště
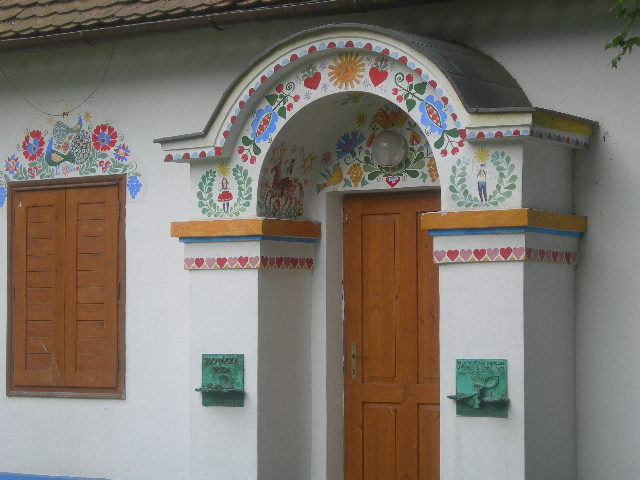
Peinture murale, détail
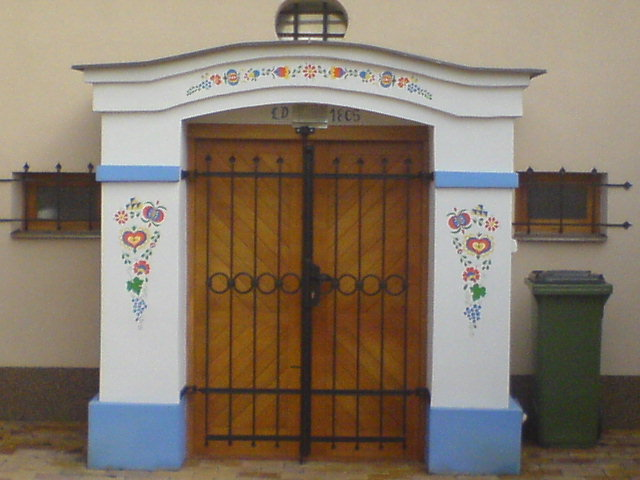
Cave à vin à Kyjov